# Max McGee
William Max McGee (* 16. Juli 1932 in Saxton City, Nevada; † 20. Oktober 2007 in Deephaven, Minnesota) war ein US-amerikanischer Footballspieler. 
McGee begann in Tulane am College mit Football. Er spielte für die Green Bay Packers von 1954 bis 1967. Er erzielte den ersten Touchdown im ersten Super Bowl der Geschichte der National Football League im Januar 1967 beim 35:10-Erfolg der Green Bay Packers unter Coach Vince Lombardi gegen die Kansas City Chiefs.
Als bei seinem jüngsten Sohn Dallas Diabetes diagnostiziert wurde, gründete McGee 1999 das National Max McGee Research Center for Juvenile Diabetes.
Nach seiner Karriere war er von 1979 bis 1998 als Hörfunkreporter tätig.
McGee starb, als er von seinem Hausdach fiel, als er dort Blätter entfernen wollte. Er wurde 75 Jahre alt. Er hinterlässt seine Frau Denise, vier Kinder und sieben Enkelkinder.